# يوهان سادي
يوهان سادي (بالإنجليزية: Johann Sadie)‏ هو لاعب اتحاد الرغبي جنوب أفريقي، ولد في 23 يناير 1989 في Malmesbury, South Africa ‏ في جنوب أفريقيا.

## وصلات خارجية
- يوهان سادي على موقع ItsRugby.co.uk (الإنجليزية)